# Convento de Nossa Senhora do Paraíso de Évora
O Convento de Nossa Senhora do Paraíso foi um convento feminino dominicano fundado em 1430 e situado na freguesia da Sé e São Pedro em Évora. Devido à extinção das Ordens Religiosas em Portugal, encerrou definitivamente por morte da prioresa D. Maria Isabel dos Corações de Jesus e Maria, em 1897, e foi mais tarde demolido e o seu recheio disperso pelo Museu de Évora, pelo Tesouro da Sé de Évora, pelo Museu Nacional de Arte Antiga e pela Biblioteca Nacional de Lisboa.